# Curling
Curling är en precisionssport som spelas på is med tunga stenar och sopborstar (även kallade kvastar). Sporten har utövare i omkring 55 länder, varav Kanada är det största, med omkring en miljon curlingaktiva.[när?] I Sverige finns cirka 3 500 registrerade curlingspelare.[när?] Namnet "curling" härstammar från engelskan och betyder ringla eller krusa. Ordet beskriver stenens väg över isen.

## Historia

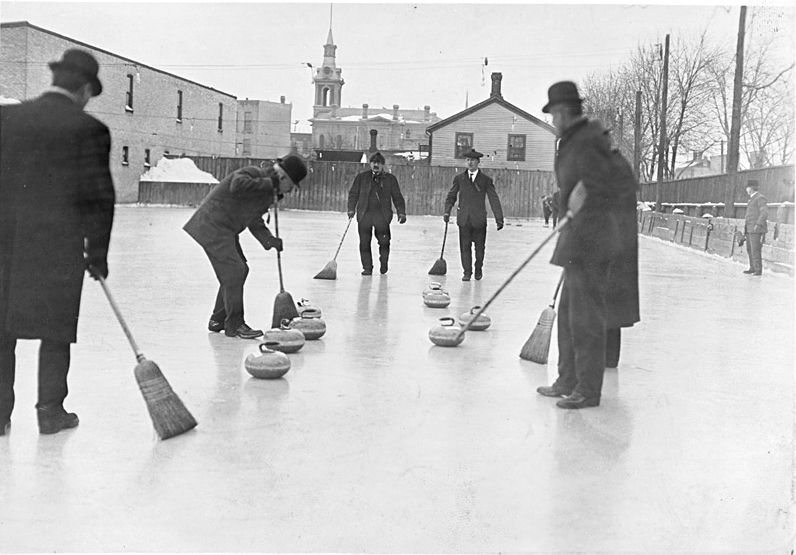
Utomhuscurling i Ontario 1909.

Curling tros ha spelats i Skottland från slutet av 1400-talet, då med naturstenar; sporten introducerades sannolikt av en flamländare. Den äldsta kända curlingstenen från Stirling har inskriptionen 1511, och de första rapporterna om ett curlingliknande spel kommer från Paisley Abbey 1541. Från Nederländerna under samma århundrade finns också målningar av Pieter Bruegel d.ä. med ett curlingliknande spel. Curling var mycket populärt i Skottland mellan 1500- och 1800-talen då klimatet var tillräckligt kallt för att tillåta curling på naturis. 1838 samlades alla curlingklubbar i en organisation, Royal Caledonian Curling Club, som utarbetade enhetliga spelregler, vilka fortfarande gäller. Från Skottland spreds sedan curlingen över världen, till Kanada och USA samt övriga Europa.
År 1965 grundades det internationella curlingförbundet World Curling Federation. Curling ingick i vinter-OS i Chamonix 1924 och blev åter en OS-gren vid OS i Nagano 1998.

### Sverige
Till Sverige kom curlingen på 1840-talet, till Uddevalla, genom den inflyttade skotske affärsmannen William Andrew MacFie. Sedermera utvecklades curling i Sverige dels i Stockholm, där sporten etablerades i samband med Nordiska spelen 1901, då Bohuslänska Curlingklubben demonstrerade sporten, och det riktiga genombrottet för hela landet kom i samband med Nordiska spelen 1913 då skotska curlare gästade spelen. Åre var curlingens metropol i Sverige mellan 1913 och 1967, där "Åre-veckan" arrangerades varje år. Svenska Curlingförbundet bildades 1916 och vann inträde i Riksidrottsförbundet 1955.

## Regler
Curling är en lagsport där de tävlande turas om att skjuta iväg en handtagsförsedd granitsten mot en måltavla målad på isen, kallad boet. Särskilda regler finns för rollstolscurling, mixed (blandade lag), mixed dubbel (blandade tvåmannalag) etc. 
Ett lag består normalt av 4 spelare. En spelare i laget skjuter iväg stenen medan två andra spelare i laget vid behov sopar framför stenen med kvastar för att påverka färdlängd och riktning på stenen över banan. Lagets fjärde medlem, kallad skip(per) eller lagkapten, står vid boet och vägleder de andra. Lagkaptenen läser isen, lägger upp taktiken för laget och ger ofta även instruktioner för sopningen. Med sopningen påverkas stenens friktion mot isen och därigenom hur långt stenen glider och hur kraftigt den vrider sig eller curlar. Sopningen tar även bort eventuella småskräp på isen som annars riskerar att ändra både fart och riktning på en sten så pass mycket att den går förlorad för laget.
Vid utslaget måste måste en spelare släppa stenen innan den når fram till den närmaste hogglinjen, annars är stenen ogiltig. Vanliga uppgifter i curling är att lägga in en sten i boet, lägga upp en gard framför boet som hinder för motståndarstenar, slå ut en sten som är i spel eller att vicka genom att träffa en liggande sten så att slagstenens bana ändras. För att uppmuntra mer offensivt spel infördes den fria gardzonregeln, som innebar att ett lag inte får slå ut motståndarnas stenar framför boet med lagets två första stenar i varje omgång. Regeln ändrades senare till fem stenar för att göra spelet mer utmanande. Om motståndarstenarna befinner sig utanför zonen, exempelvis inuti boet, får dock stenarna slås bort. Genom denna regel har varje lag möjlighet att lägga upp flera garder framför boet innan motståndaren får slå bort dessa. En sten räknas som ur spel om den exempelvis träffar sargkanten eller linjen längs någon av långsidorna. Sådana stenar plockas bort för att inte riskera störa spelet.
Varje lagmedlem har två stenar. Det är alltså 8 stenar per lag eller totalt 16 stenar som spelas i varje omgång. En match omfattar vanligen åtta eller tio spelomgångar. Lagen har en viss betänketid att tillgå innan stenar spelas, då spelarna kan diskutera taktik med varandra. I mästerskap har lagen även möjlighet till timeout, och då stoppas betänketiden. En match kan därför ta flera timmar.
Poäng räknas först efter en avslutad eller avbruten spelomgång och de olika färgerna i boet har ingen betydelse för själva poängräkningen, till skillnad från andra sporter som bågskytte, där måltavlan kan ha ett liknande utseende. Istället underlättar de färgade ringarna för ögat att utläsa vilka stenar som ligger närmast samt kommunikationen mellan spelarna, vilket påverkar taktik och utförande under hela spelomgången. En poäng ges för varje sten i boet som ligger närmare centrum, tee, än motståndarens bästa sten efter avslutad spelomgång. Det räcker med att någon del av stenen är inne i boet för att den ska räknas som inne. Alltså kan bara ett av lagen få poäng i varje omgång. Om inga stenar finns i boet efter avslutad omgång blir det en nollomgång, det vill säga att båda lagen får noll poäng i omgången.
Den så kallade hammaren tilldelas det lag som har det sista slaget i en omgång, alltså som har ett slagläge och en teoretisk fördel i spelomgången. Om laget med hammaren vinner omgången går hammaren över till motståndarlaget i nästa omgång. Om laget istället förlorar omgången eller spelar en nollomgång behåller laget hammaren i nästa omgång.
Det är laget med högst totalpoäng som vinner matchen. Om matchen är oavgjord efter ordinarie spelomgångar spelas vanligen en extraomgång. Det kan även finnas möjlighet att avbryta en match i förhand efter ett visst antal omgångar och "skaka hand", vilket vanligtvis sker när ett lag känner att det är orealistiskt att kunna vända på matchen, eller vill spara på krafterna till en kommande match som är viktigare att vinna. Lagens dittills intjänade poäng blir då slutpoäng i matchen.
Curling bygger enligt tradition på respekt för sina motspelare och ett gott uppförande. I hög grad är det spelarna själva som upptäcker regelbrott och i samspråk med varandra vidtar åtgärder enligt regelverket. Vid mästerskap finns även domare på plats som övervakar spelet och kan ingripa vid behov.

## Banan

Curlingbanor.

Curling spelades ursprungligen utomhus på naturis. De speciella curlinghallar som byggts på senare år med speciellt lagd is har möjliggjort spel med betydligt högre precision. Banan är minst 44,5 meter lång och cirka 4,5 meter bred. Boet, måltavlan, är 12 fot (cirka 3,6 meter) i diameter.

## Utrustning
Den utrustning som behövs för att spela curling är speciella curlingskor med glidsula, vanligen av teflon under ena foten, och greppsula, vanligen av mjukt gummi under den andra. Glidsulan används för att glida ut, slajda, med stenen från de avstampspunkter, hack, som finns infrusna i vardera änden av curlingbanan.
Annan utrustning som behövs är en sopborste, kallad kvast eller sop, för sopning samt som stöd vid utslaget. Det går även att använda en liten ställning som stöd vid utslaget. Förr när curling brukade spelas på naturis användes vanliga kvastar, men därefter har det utvecklats särskilda sopborstar som är utformade för att vara både hållbara och ge bra friktion, även om ordet kvast har levt kvar inom sporten. Åtminstone vid mästerskap kan kvasten vara försedd med ett stoppur så att spelarna kan uppskatta stenarnas fart. I annat fall kan spelarna bära ett stoppur i fickan.
De flesta curlingstenar som används i modern curling har tillverkats av en speciell typ av granit, Blue Hone, som hämtats från den lilla skotska ön Ailsa Craig och som tål att krockas med på curlingisarna. Denna stensort börjar emellertid ta slut och numera används också en walesisk stensort som heter Trefor.[källa behövs] En curlingsten får väga upp till 19,96 kilogram.

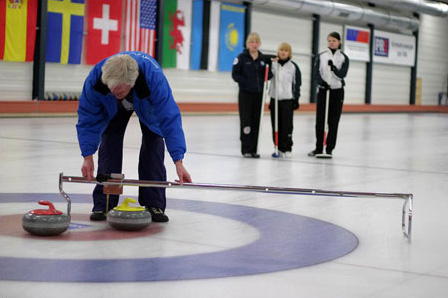
En funktionär mäter vilken sten som är närmast tee (mitten).

När det med blotta ögat inte går att avgöra vilken av några stenar som ligger närmast mittpunkten i boet kan lagen begära mätning. Då används ett mätinstrument som passas in i ett litet hål i mitten av boet för att mäta stenarnas avstånd med mycket hög noggrannhet. Under mästerskap är det en funktionär som utför mätningen.

## Strategi
Curling är en sport med uttalade moment av taktik och precision. Det eftersom man får slå bort andra stenar, och poäng räknas först efter omgången. Det kan också medföra att stenarnas placering och ett lags för- eller nackdel snabbt kan vända under omgångens spel. Ibland liknas curling vid schack på is, med skillnaden att det också innebär en teknisk svårighet att placera en sten exakt där den önskas. Utfallet av en sten påverkas av många olika faktorer som hur den är placerad, var den träffar eller träffas och hur hård träffen är. En träff på en sten leda till att den träffar en annan. Att slå ut två av motståndarens stenar i ett slag kallas dubbel eller dubbel take out, att slå ut tre stycken för trippel osv. För spelare på högre nivåer handlar taktiken mycket om att tänka framåt. Att förutspå utfall när en sten ska spelas, värdera vilken av olika möjligheter som är bäst, men även att tänka i ytterligare steg som vad motståndarlaget kan tänkas göra om utfallet blir som befarat.
Ofta är målet för ett lag med hammaren (sista sten) att ta minst två poäng i omgången, särskilt i inledningen av en match. Därför ser man många gånger hur ett lag hellre försöker nolla omgången än en ta en poäng. Nollomgång innebär att laget får behålla hammaren i nästa omgång och då en ny chans på flera poäng. Motståndarlaget vill försöka förhindra det genom att ta poäng utan att ha hammaren, vilket inom curling kallas att stjäla. Isen är vanligtvis inte perfekt och hur mycket en sten curlar vid olika farter kan variera över banan, liksom den fart som behövs till olika uppgifter. En viktig uppgift för varje lag är därför att läsa isen och att utnyttja denna kunskap till sin fördel.
Curling kan spelas både offensivt och defensivt. Ett offensivt spel leder vanligen till många stenar i spel och många garder framför boet. Vid defensivt spel är tanken att slå ut motståndarens stenar ur boet samt att hålla området framför boet fritt från garder.